# Hendrika Hofhuis
Hendrika Hofhuis (Ambt Delden, gedoopt 17 september 1780 – aldaar 10 oktober 1849) was de laatste persoon die in Nederland wegens verdenking van hekserij de waterproef onderging. De proef vond op 16 maart 1823 plaats in de Twickelervaart in de buurschap Deldenerbroek waar Hendrika woonde.

## Beschuldiging
Hendrika Hofhuis werd tijdens een bezoek aan het kraambed van haar buurvrouw Jenneke ter Horst door Jenneke uitgemaakt voor heks de deur uit gestuurd. Toen Hendrika erachter kwam dat zij ook door anderen ervan beschuldigd werd dat zij een heks was, wilde zij uit eigen initiatief de waterproef ondergaan. Ze schreef de bewoners van Deldenerbroek een brief waarin zij hen allen uitnodigde om getuige te zijn van de proef. De halve buurschap was uitgelopen om getuige te zijn van de proef. Hendrika liet zich vastbinden en liep het water in. Toen ze niet bleef drijven was haar onschuld bewezen. Omdat Hendrika de proef vrijwillig had ondergaan werd er niemand vervolgd. 

## Privé
Hendrika was het tweede kind van Lambert Hofhuis en Willemina Pek. Ze werd geboren in een familie van kleine boeren en landarbeiders. Ze had een oudere zus en twee jongere broers. Op haar twintigste trouwde zij met Hendrik Buursink (†1831), waarmee zij vier dochters en vier zonen kreeg. Ze stierf in 1849.

## Overlevering
Het tot de verbeelding sprekende voorval is inspiratie geweest voor verschillende boeken zoals "De heks van Delden'  door Jeroen Terlingen en als onderdeel van 'The wild east' door Robin Steentjes. Ook was haar verhaal onderdeel van de serie 'Moord en doodslag' van RTV Oost waarbij Anne van der Meiden haar verhaal voorlas op muziek van Gerard Buisman.